# Oscar Schwartau
Oscar Schwartau (* 17. Mai 2006) ist ein dänischer Fußballspieler. Er spielt für Norwich City und zwischen 2022 und 2024 bei Brøndby IF und ist ein dänischer Nachwuchsnationalspieler.

## Fußballerkarriere

### Karriere im Vereinsfußball
Oscar Schwartau spielte beim FC Roskilde, bevor er in die Fußballschule von Brøndby IF wechselte. Am 17. Juli 2022 gab er im Alter von 16 Jahren beim 1:0-Sieg gegen Aarhus GF sein Profidebüt in der Superligaen und stand dabei gleich in der Anfangself.

### Laufbahn in den Nationalmannschaften
Oscar Schwartau spielt auch für dänische Nachwuchsnationalmannschaften und gab am 17. September 2021 beim 1:1-Unentschieden im Testspiel in Kolding gegen Portugal sein Debüt für die U16-Nationalmannschaft der Dänen. Bis zu seinem altersbedingten Ausscheiden absolvierte er sieben Länderspiele und schoss dabei drei Tore. In der Folge kam der Aufstieg in die nationale U17-Mannschaft, für die Schwartau am 21. September 2022 beim 4:2-Sieg in einem Freundschaftsspiel in Wien gegen Österreich erstmals auflief. Trotz seines jungen Alters wurde er von Jens Olsen, dem Trainer der U19-Nationalmannschaft, im November 2022 für zwei Testspiele gegen die tschechischen Altersgenossen nominiert. Sowohl beim 3:2-Sieg im ersten Spiel als auch beim 3:1-Sieg im zweiten Vergleich – beide im spanischen San Pedro del Pinatar ausgetragen – wurde Oscar Schwartau eingesetzt.